# Національне шосе 1 (М'янма)
Національне шосе 1, також «Дорога до Мандалая» — важлива автомагістраль, що проходить з півдня на північ у центральній Бірмі та є найжвавішою дорогою в країні. З’єднує Янгон із Мейктілою, де з’єднується з Національним шосе 4, що йде на схід, а потім продовжує рух на північ до Мандалая.
Шосе починається в західному Янгоні на Pyay Road 16°47′35″ пн. ш. 96°7′51″ сх. д. / 16.79306° пн. ш. 96.13083° сх. д. а потім продовжується на північ до Мейктіли, де з’єднується з Національним шосе 4 приблизно на 20°52′22″ пн. ш. 95°52′59″ сх. д. / 20.87278° пн. ш. 95.88306° сх. д. Далі шосе продовжується на північ і закінчується в центрі Мандалая, де з’єднується з Національним шосе 3 на 21°58′58″ пн. ш. 96°5′14″ сх. д. / 21.98278° пн. ш. 96.08722° сх. д.